# Carbammato d'ammonio
Il carbammato d'ammonio è il sale di ammonio dell'acido carbammico, avente formula H2NCOONH4.
A temperatura ambiente si presenta come un solido incolore dall'odore di ammoniaca. È un composto nocivo.
Il carbammato d'ammonio è un importante intermedio nella sintesi dell'urea. L'urea viene sintetizzata industrialmente sfruttando il processo Bosch-Meiser che si fonda sulla sintesi del carbammato d'ammonio, a partire da biossido di carbonio e ammoniaca, e sulla successiva reazione di decomposizione del carbammato che fornisce urea e acqua:
2 NH3 + CO2 → H2N-COONH4
H2N-COONH4 → (NH2)2CO + H2O